# بلوبوتيكس
بلوبوتيكس (Blobotics) هو مصطلح يصف البحث في المعالجات الحاسوبية الكيميائية التي تقوم على الأيونات وليس الإلكترونات. استخدم أندرو أدامايزكي (Andrew Adamatzky)، العالم في مجال الحاسب الآلي بـجامعة غرب إنجلترا في بريستول، هذا المصطلح في مقال له في مجلة نيوساينتست (New Scientist) بتاريخ 28 من مارس 2005م .
ويتمثل الهدف في إنشاء 'بوابات منطقية سائلة' يمكن 'إعادة تجديدها وإصلاحها ذاتيًا إلى ما لا نهاية'. وتعتمد هذه العملية على تفاعل بيلوسوف-جابوتينسكي (Belousov-Zhabotinsky)، وهو دورة متكررة مكونة من ثلاث مجموعات تفاعل منفصلة. وهذه العملية يمكن أن تكون أساسًا يبنى عليه الروبوت الذي يتفاعل - باستخدام أجهزة الاستشعار الاصطناعية - مع البيئة المحيطة به بطريقة يحاكي فيها الكائنات الحياة.
ونشرت كيفية صياغة هذا المصطلح على أي بي سي في أستراليا .